# Michael Doheny
Michael Doheny (22 mai 1805 - 1er avril 1862) est un écrivain irlandais, avocat, membre du mouvement Young Ireland et cofondateur de l'Irish Republican Brotherhood, une société secrète irlandaise qui lance le Fenian Raids sur le Canada, le soulèvement des Fenians de 1867 et le soulèvement de Pâques de 1916, pour obtenir l'indépendance irlandaise.

## Jeunesse
Troisième fils du petit fermier Michael Doheny, il est né à Brookhill, près de Fethard, Comté de Tipperary. En grandissant, il reçoit une éducation rudimentaire d'un enseignant itinérant tout en travaillant dans la ferme de son père. Il poursuit son éducation dans sa vie d'adulte tout en étant simultanément enseignant pour les enfants locaux.
Les parents de Doheny sont tous deux morts pendant son adolescence, laissant le frère aîné de Doheny, lui-même seulement à l'adolescence, comme chef de famille. Doheny lui-même est atteint du typhus à l'âge de 14 ans. Alors que Doheny a 20 ans, son frère aîné meurt également et il vend la ferme familiale et se concentre sur ses études.
Doheny est admis au Gray's Inn en novembre 1834 et au King's Inns en 1835 avant d'être admis au barreau irlandais en 1838. Doheny crée une entreprise à Cashel, dans le Comté de Tipperary, et est nommé évaluateur légal de l'arrondissement de Cashel en vertu du Municipal Corporations Act de 1840. Cela lui permet de poursuivre avec succès d'anciens agents d'arrondissement pour corruption tels que détournement de fonds et transferts frauduleux de propriété, ce qui vaut à Doheny une grande renommée.

## Entrée en politique

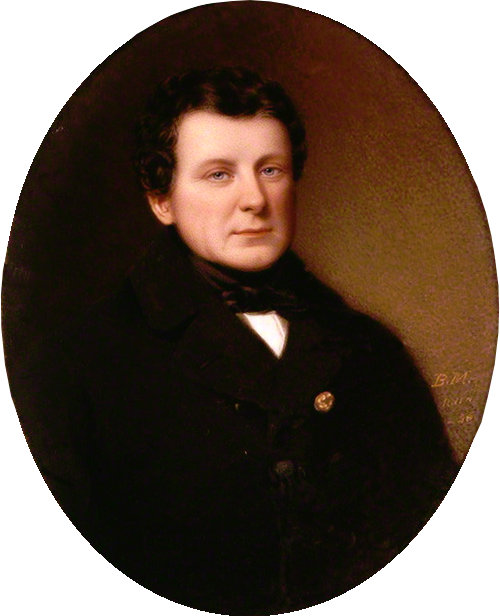
Doheny est attiré par l'association d'abrogation de Daniel O'Connell dans les années 1830, mais dans les années 1840, la tension personnelle avec O'Connell lui-même conduit Doheny à se séparer du mouvement d'O'Connell.

En 1830, Doheny est «directeur» des élections dans la campagne de Thomas Wyse pour devenir député de Tipperary. C'est à travers les gens de Wyse que Doheny s'implique dans l'Association pour l'abrogation qui cherche à abroger l'Acte d'Union, qui a dissous le Parlement irlandais. C'est en 1841 qu'il rejoint officiellement l'Association d'abrogation de Daniel O'Connell. En mai 1841, Doheny est nommé au comité général de l'association. O'Connell trouve Doheny difficile à contrôler et est troublé par les questions de Doheny sur la gestion financière de l'association.
En 1842, Doheny s'impose comme avocat à Cashel et dans les environs. C'est cette année-là qu'il épouse Mary Jane O'Dwyer, avec qui il emménage dans une nouvelle maison à Cashel aux côtés de la mère de Mary Jane. Dans les années suivantes, Michael et Mary Jane ont quatre enfants ensemble ; Morgan, Michael, Edmond et Jane Doheny.
C'est également en 1842 que Doheny commence à s'associer aux membres les plus militants du mouvement d'abrogation tels que Thomas Davis. Il y a un fossé à la fois d'âge et de classe entre les Doheny ruraux et la clique de Davis, dont beaucoup méprisent Doheny. D'autres, cependant, le reconnaissent pour sa passion. Doheny aide au lancement de The Nation, un journal qui sert de débouché aux pensées des jeunes Irlandais. Doheny est rapidement agacé lorsqu'un nombre important de ses articles sont rejetés par les éditeurs. C'est aussi autour de cette période que Doheny publie History of the American Revolution dans les pages de The Nation.
Les historiens James Quinn et Desmond McCabe suggèrent que Doheny était peut-être un meilleur orateur qu'écrivain, et qu'il excellait davantage lors des réunions publiques du mouvement d'abrogation autour de Tipperary et à Dublin. En voyant les grandes foules qui viennent assister à ces réunions "monstres" en 1843, Doheny en vient à croire qu'il y a un potentiel militaire chez ces mêmes personnes. Doheny prétend plus tard que, aux côtés de Thomas Davis et John Blake Dillon, il a délibérément organisé des réunions d'abrogation à connotation militaire afin de préparer la paysannerie irlandaise à une future guerre avec les Britanniques, cependant, les historiens doutent de la crédibilité de cette affirmation et y voient une forme de révisionniste.
En 1845, Doheny est invité par l'Association d'abrogation à utiliser ses connaissances juridiques pour enquêter si les députés irlandais ont le droit légal de se retirer de la Chambre des communes (" Abstentionnisme "). Doheny soutient à contrecœur que, dans son avis juridique, cette ligne de conduite pourrait entraîner des poursuites judiciaires contre les députés qui le feraient. Ce n'est pas la réponse que Daniel O'Connell voulait entendre et cela conduit à une détérioration de la relation entre les deux. Les tensions continuent à monter entre les deux lorsque O'Connell s'offense du point de vue de Doheny selon lequel l'enseignement universitaire en Irlande devrait être de nature laïque / non confessionnelle lors des débats publics sur le Maynooth College Act 1845. C'est également en 1845 qu'un siège parlementaire devient vacant à Tipperary. Doheny aurait alors été un bon candidat pour se présenter à ce siège, cependant, il est ignoré pour la sélection par le parti d'abrogation d'O'Connell.
En avril 1846, William Smith O'Brien est emprisonné pendant un mois pour avoir refusé de siéger à un comité parlementaire. La controverse entraîne une nette scission entre le mouvement émergent Young Ireland et les Repealers d'O'Connell. Doheny et Jeune Irlande soutiennent la conduite d'O'Brien et commencent à exprimer leurs opinions les plus radicales. Les deux groupes se séparent officiellement en juillet 1846 et Doheny est l'un des extrémistes qui résistent à toute tentative de réconciliation. Par la suite, Doheny est l'un des cofondateurs de la Confédération irlandaise le 13 janvier 1847.

## Rébellion de 1848

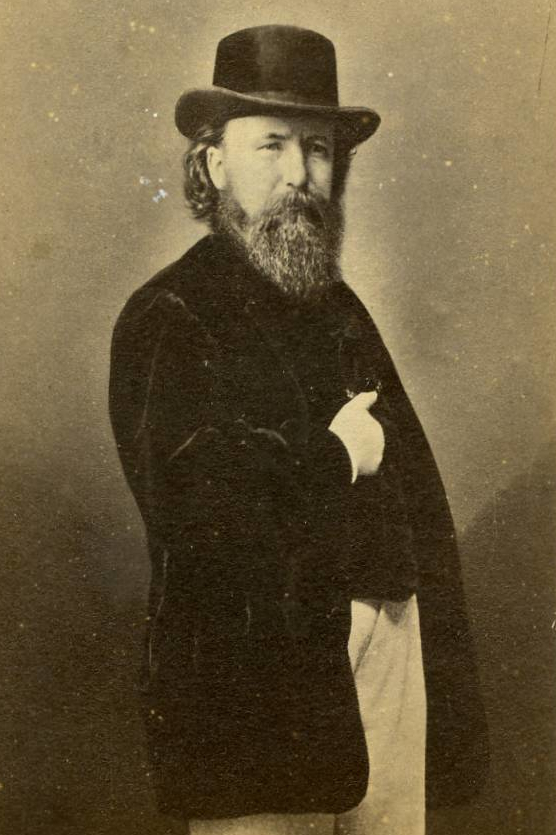
À la suite de l'échec de la rébellion de 1848, Doheny s'associe à Stephens pour échapper zux Britanniques. Les deux finissent par s'enfuir en France, puis aux États-Unis. Des années plus tard, les deux fondent ensemble la Fraternité républicaine irlandaise.

Au cours de l'été 1847, Doheny commence à créer des «clubs confédérés» autour de Tipperary et aide James Fintan Lalor à tenter de créer une succursale de la ligue des locataires à Holycross.
Doheny fait partie d'un petit nombre de jeunes Irlandais attirés par la philosophie agraire révolutionnaire de Lalor, cependant, il soutient Smith O'Brien plutôt que John Mitchel en janvier 1848 lorsque Mitchel appelle à la révolution. La position de Doheny change après que Mitchel ait été condamné pour trahison en mai, Doheny étant maintenant prêt à soutenir une rébellion pure et simple. À son tour, Doheny est arrêté pour discours séditieux le 12 juillet à Cashel. Il est libéré sous caution le 20 juillet, 9 jours seulement avant le début de la rébellion de la Jeune Irlande. Les tentatives de Doheny pour lever des hommes à Tipperary sont freinées par l'indécision de William Smith O'Brien.
Après que l'action à Ballingarry le 31 juillet se soit effondrée, Doheny s'enfuit vers la montagne de Slievenamon. Pendant les deux mois suivants, Doheny échappe aux autorités aux côtés de James Stephens (fenian) (en) dans tout le Munster. Doheny quitte finalement  l'Irlande en s'habillant en prêtre et en montant à bord d'un navire à bestiaux voyageant de Cork à Bristol. De là, Doheny se rend immédiatement à Paris en France, où il retrouve Stephens. Ils sont rejoints par un autre rebelle, John O'Mahony. Le trio reste à Paris pendant deux mois avant de partir pour New York.

## La vie aux États-Unis

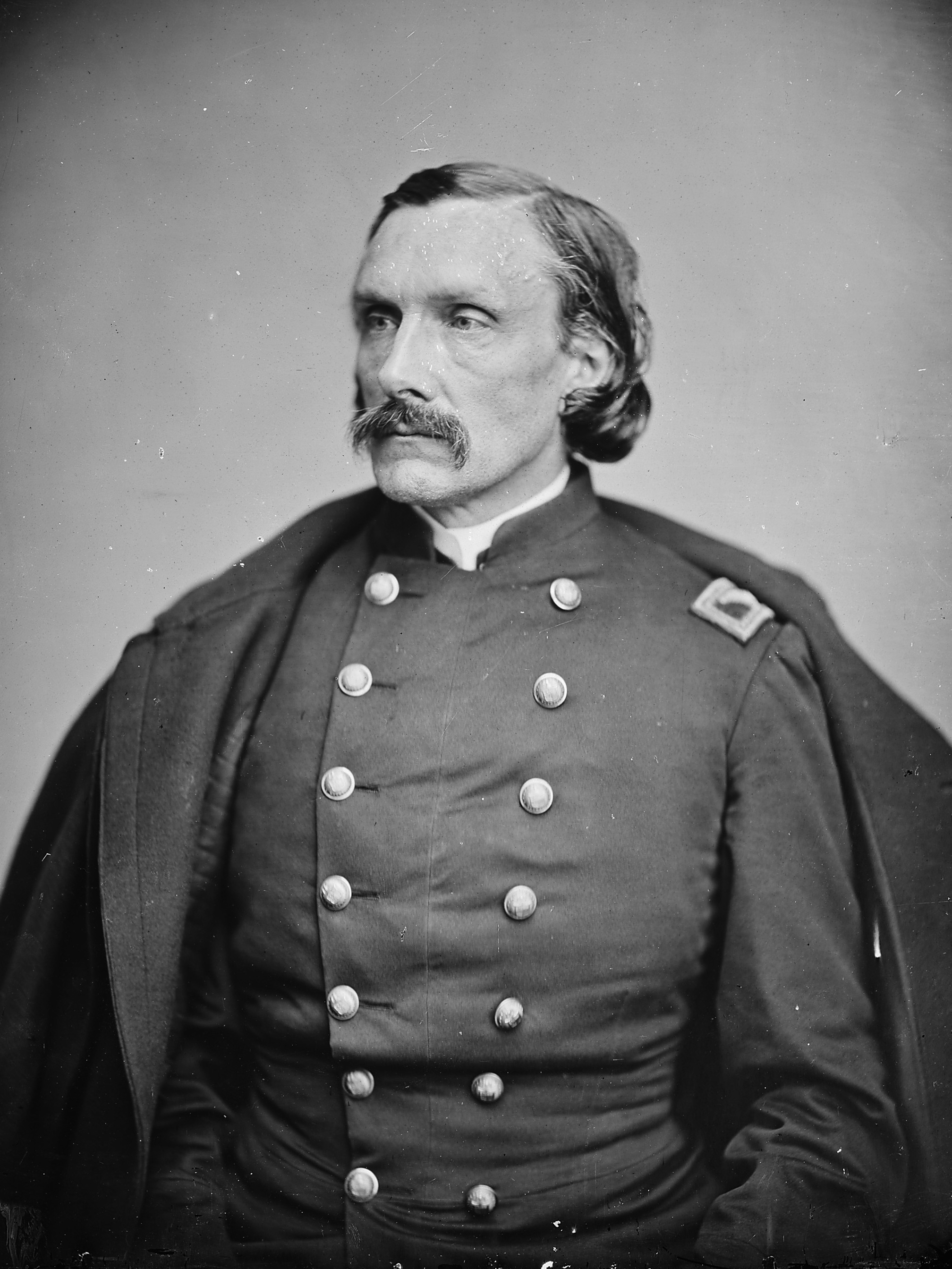
Aux États-Unis, Doheny a collaboré à plusieurs reprises avec John O'Mahony.

Après avoir émigré aux États-Unis, Doheny retourne à la pratique du droit afin de subvenir à ses besoins. Cependant, il reste actif dans les cercles républicains irlandais, la ville connaissant un afflux de jeunes exilés irlandais. Il y a des tensions parmi les jeunes irlandais conservateurs et radicaux à New York, illustrées par un incident impliquant Doheny et Thomas D'Arcy McGee. Les récits de l'incident varient. Une version suggère que McGee a accusé Doheny de vantardise, d'ivresse et d'incompétence et en réponse, Doheny a tenté de pousser McGee dans une cave ouverte dans la rue où ils marchaient. Les historiens James Quinn et Desmond McCabe notent que John Blake Dillon a porté des accusations similaires contre Doheny, et donc qu'elles n'étaient peut-être pas sans fondement. Un autre récit de l'altercation entre Doheny et McGee suggère que Doheny a défié McGee en duel, mais McGee a refusé. Enragé, Doheny a agressé McGee. Apparemment, McGee a été arrêté mais pas accusé d'un crime.
Malheureusement pour Doheny, ce n'est pas la seule violente altercation dans laquelle il est impliqué au cours de cette première année en Amérique. Doheny est impliqué dans un débat public sur la politique de Daniel O'Connell avec le loyaliste proche d'O'Connell, Patrick H. O'Conner. Après l'événement, Doheny et O'Conner s'affrontent dans la rue et se battent à coups de poing. Un duel entre les deux est organisé, mais soi-disant le jour où il devait se produire, O'Conner part pour l'Irlande.
En 1849, Doheny écrit le livre The Felon's track, qui raconte de manière très critique l'histoire du mouvement d'abrogation et de la rébellion de 1848. Doheny critique particulièrement critique l'implication d'O'Connell. Le livre a beaucoup de succès et est réimprimé plusieurs fois. À son tour, Doheny devient très demandé en tant que conférencier dans les sociétés irlandaises-américaines. Doheny contribue également à un mémoire sur Seathrún Céitinn, un historien irlandais du XVIIe siècle de Tipperary natal de Doheny, et à la traduction de John O'Mahony de Foras Feasa ar Éirinn, sur laquelle O'Mahony travaille pendant plusieurs années.
Dès son arrivée à New York, Doheny s'implique dans les milices irlandaises de la ville. En novembre 1851, Doheny est élu lieutenant-colonel du 69th New York Infantry Regiment et, en septembre 1852, il devient colonel d'un nouveau régiment, les Irish Republican Rifles. Ces milices contrôlées par les Irlandais ont généralement pour objectif l'indépendance de l'Irlande, mais sont souvent en proie à des luttes intestines pour des batailles de stratégie et de leadership.
En février 1856, Doheny et O'Mahony fondent l'Emmet Monument Association, une organisation dont l'objectif public est de financer un monument au chef rebelle irlandais Robert Emmet, mais dont l'objectif secret est d'unifier les républicains irlandais d'Amérique sous une même bannière. Après la guerre de Crimée en mars 1857, Doheny et O'Mahony rencontrent le consul russe à New York et cherchent à obtenir son soutien pour une autre rébellion en Irlande avec le soutien de l'Empire russe. Ils présentent au consul une demande des différentes milices irlandaises pour le transport en Irlande de 2 000 hommes et des armes pour 5 000 autres. La demande est renvoyée en Russie où il y a soi-disant un certain intérêt pour le plan, cependant, finalement, le complot est considéré comme inabordable par les Russes. L'échec à obtenir le soutien des Russes aurait démoralisé de nombreuses organisations irlando-américaines, provoquant même l'effondrement de certaines d'entre elles.
Doheny et O'Mahony, répondant à la fragmentation qui se produit, contactent James Stephens à l'automne 1857. Stephens accepte de les aider, mais en retour réclame la direction incontestée de tout groupement proposé. Stephens vient de fonder l'Irish Republican Brotherhood le 17 mars 1858, et à leur tour, Doheny et O'Mahoney acceptent d'organiser son homologue américain la Fenian Brotherhood au début de 1859. Simultanément, Doheny fonde le journal éphémère le Phénix pour diffuser les idéaux du nouveau mouvement Fenian.
Doheny participe aux arrangements funéraires de Terence Bellew MacManus en Irlande et est l'un de ses porteurs lors d'une cérémonie à New York. Doheny se rend en Irlande en octobre 1861 pour accompagner le corps chez lui, accompagné de grandes foules venues non seulement pour honorer le corps de MacManus, mais qui applaudissent aussi le «colonel» Doheny. Le moral de Doheny est remonté par l'enthousiasme qu'il rencontre et commence à plaider à nouveau pour une autre rébellion en Irlande, mais cette ligne de pensée est rejetée par James Stephens. Après les funérailles, Doheny fait une visite émouvante à Cashel à Tipperary où il est accueilli en héros.

## Décès
Peu de temps après les funérailles de McManus, Doheny lui-même meurt subitement le 1er avril 1862. Il est enterré au Calvary Cemetery dans le Queens, New York,.